# United Airlines Flight 175
United Airlines Flight 175 var flightnumret på den Boeing 767-222 som kapades i luften och flögs in i World Trade Centers södra torn klockan 9.03 lokal tid under 11 september-attackerna år 2001.
Flighten skulle gå från Logan International Airport i Boston till Los Angeles International Airport. 
Det var det andra planet som flög in i World Trade Center, och vars attack bevittnades i direktsänd TV. Planet följde American Airlines Flight 11 som hade kolliderat med det norra tornet 17 minuter tidigare. 
Kaparna på planet tros ha varit:
- Marwan al-Shehhi (från  Förenade Arabemiraten) pilot
- Fayez Banihammad (från Förenade Arabemiraten)
- Mohand al-Shehri (Saudier)
- Hamza al-Ghamdi (Saudier)
- Ahmed al-Ghamdi (Saudier)